# Tapestry (компания)
Tapestry — американская компания, которая занимается разработкой дизайна и продажей сумок, одежды и обуви под брендами Coach, Kate Spade New York и Stuart Weitzman. Штаб-квартира расположена в небоскрёбе 10 Hudson Yards в Нью-Йорке.

## История
Компания Coach была основана в 1941 году. В 2015 году за 574 млн долларов была куплена обувная компания Stuart Weitzman, основанная американским дизайнером Стюартом Вайцманом. В июле 2017 года за 2,4 млрд долларов был приобретён бренд сумок Kate Spade New York, создателем которого была американский модельер Кейт Спейд. В ноябре 2017 года была создана холдинговая компания Tapestry (с англ. — «гобелен»), объединившая Coach, Kate Spade New York и Stuart Weitzman.
В августе 2023 года Tapestry достигла соглашения о поглощении компании Capri Holdings в сделке стоимостью 8,5 млрд долларов. В апреле 2024 года Федеральная торговая комиссия заблокировала сделку, решив, что она снизит конкуренцию на американаком рынке брендовых сумок. Tapestry пыталась обжаловать решение, но в ноябре 2024 года отказалась от сделки.

## Собственники и руководство
Акции компании котируются на Нью-Йоркской фондовой бирже и в основном принадлежат институциональным инвесторам. По состоянию на 2025 год крупнейшими из них были Vanguard Fiduciary Trust Co. (13,75 %), Fidelity Management & Research Co. LLC (6,45 %), BlackRock Advisors LLC (6,28 %), Eaton Vance Management (5,01 %), State Street Corporation (4,21 %).
Руководство:
- Анна Гейтс (Anne T. Gates) — председатель совета директоров с декабря 2017 года; ранее работала в The Walt Disney Company и MGA Entertainment[англ.].
- Джоан Кревуасра (Joanne C. Crevoiserat) — генеральный директор (CEO) с июля 2020 года, в компании с августа 2019 года; до этого работала в Abercrombie & Fitch[10].

## Деятельность
Подразделения компании по состоянию на 2023/24 финансовый год:
- Coach — сумки и галантерея; 930 магазинов, 76 % выручки;
- Kate Spade New York[англ.] — сумки, одежда, обувь, ювелирные изделия, сувениры и товары для дома; 378 магазинов, 20 % выручки;
- Stuart Weitzman[англ.] — обувь и сумки; 94 магазина, 4 % выручки.

Выручка за 2023/24 финансовый год составила 6,67 млрд долларов, из них на Северную Америку пришлось 65 %, на Китай — 15 %, остальную Азию — 13 %, другие регионы — 7 %.
Всю продукцию изготавливают независимые контрактные производители; товары под брендами Coach и Kate Spade выпускают в основном во Вьетнаме, Камбодже, на Филиппинах, в Индии и Китае, обувь Stuart Weitzman изготавливают в Испании. Собственная розничная сеть по состоянию на 2024 год насчитывала 1402 магазина, из них 555 в Северной Америке. На эту сеть и продажи через интернет приходится 87 % выручки, остальное даёт оптовая продажа торговым сетям.
Tapestry лицензирует свои бренды другим компаниям, в частности, Movado производит часы Coach, Luxottica — очки Coach, Safilo — очки Kate Spade, Interparfums — парфюмерию.
В списке крупнейших публичных компаний мира Forbes Global 2000 за 2024 год Tapestry заняла 1632-е место. В списке крупнейших компаний США Fortune 1000 заняла 531-е место.
- Флагманский магазин Coach House в Нью-Йорке
- Магазин Kate Spade New York в развлекательном комплексе Galaxy Macau
- Магазин Stuart Weitzman в торговом центре China World Mall